# Lucky Old Sun
Lucky Old Sun é um álbum de Kenny Chesney, lançado em 2008.